# Brüno (lik)
Brüno Gehard (katkad pod imenom Bruno, Brueno) izmišljeni je homoseksualni lik austrijskog modnog reportera kojeg glumi engleski komičar Sacha Baron Cohen. Prvi put se pojavio u The Paramount Comedy Channel 1998., nakon toga i u Da Ali G Showu. 2009. je Universal Studios otkupio prava na snimanje istoimenog filma.

## Povijest lika
Brüno je rođen u Klagenfurtu u Austriji, kada je dobio prezime Gehard. Iako izgleda kao odrastao čovjek, tvrdi da ima 19 godina. Njegova majka je ubila njegova oca, koji je prodavao satove na tržnici u Schleswig-Holstein prije nego što je otišao u zatvor. Brünovo prvo homoseksualno iskustvo je bilo kada je imao 14 godina sa svojim ujakom Wilhelmom. Brüno tvrdi da je to učinio samo zato što mu je ujak držao nož za vratom. Brünov brat Durgel bježi od njega i ide za poslom u Salzburg.
U kasnim 1980-ima, Bruno je radio kao plesač i sprijateljio se s Robom Pilatusom i Fabriceom Morvanom iz sastava Milli Vanilli. Prvo pojavljivanje na televiziji mu je bilo u emisiji Get Uber It, kao Funkyzeit mit Brüno (Veselo vrijeme s Brünom) koje se prikazivalo sedam godina.

## Brüno danas
Brüno je homoseksualni austrijski modni TV reporter koji intervjuira neočekivane goste o modi, zabavi, poznatima i homoseksualcima, s naglaskom na zadnje pitanje, kojim završava svaki intervju. Bruno danas radi kao novinar za austrijsku Gay TV gdje nalazi slučajne prolaznike na ulici i ispituje ih o tome da li imaju prijatelja koji su gay.

## MTV-jeve filmske nagrade
Za vrijeme dodjele MTV-jevih filmskih nagrada 2009., Bruno je trebao dodijeliti nagradu naboljem kaskaderu. Bruno je, odjeven u bijelog anđela s krilima i bijelim čizmama, visio na žicama i dolazio prema pozornici. No, prije nego što je došao do pozornice, slučajno je pao na Eminema, sa stražnjicom na njegovom licu. Eminem je viknuo "Jesi li ti jeb*** lud?" i "Maknite ovog luđaka s mene!" Psovke je bilo teško maknuti jer je prijenos bio uživo, sve dok na snimci nisu potpuno maknuli zvuk. Članovi grupe D12, uključujući Swiftyja, Kunive, i Bizarrea su pomogli maknuti Brünu s Eminema. Nakon incidenta Eminem i njegovi zaštitari su izašli s dodjele i nisu se vraćali. Kasnije je utvrđeno da su se obojica dogovorili, iako za vrijeme pada nitko nije znao da za to zna i Eminem.

## Vanjske poveznice
- Brüno u internetskoj bazi filmova IMDb-u